# Nacomi Tanaka
Nacomi Tanaka（本名: 田中 名鼓美〈たなか なこみ〉）あるいはNacomiは、日本のブルース・シンガー、ギタリスト、ソングライター。ブルースの枠にとらわれることのないアメリカンルーツ・ミュージック色のサウンドや日本語で歌うポップス色の楽曲も特徴としている。神戸市在住。

## 来歴
京都市出身。洋楽が好きだった父親の影響でカントリーやジャズなどの音楽を聴いて育つ。中学時代にアコースティック・ギターを始め、高校生になるとバンドを結成する。
同志社大学在学時、アマチュア・バンドのコンテスト「8.8Rockday」に大学のサークルで知り合ったメンバーと結成したR&Bバンド、烏丸車庫で出場。決勝まで勝ち進む。
大学卒業後は就職し、バンド活動からは引退していたが、2000年になってから活動を再開。2001年にブルース・ギタリスト、塩次伸二のバンドでの活動を経て、自らのバンドを結成した。
2007年、アルバム『Grabbed My Heart』でCDデビュー。翌2008年には台湾のブルース・フェスティバルBlues Bashに初出演。以後、7年に渡り出演した。米国ルイジアナ州アレクサンドリアのリトル・ウォルター・ミュージック・フェスティバル(2014年から3回)、上海のフェスティバル(2018年)にも出演した他、メンフィス、シカゴ、サンフランシスコ等、海外での活動も精力的に展開している。
2015年、ブルース・バンドNacomi & The Blues Temple名義でリトル・ウォルターの楽曲をカバーしたアルバム『Nacomi Sings Little Walter』をリリース。
2018年、伊藤広規プロデュースによる「Bluesy Pop」をリリース。ギタリスト今剛やドラマー岡井大二、マーティー・ブレイシー等を迎えた。
2019年、ブルース・ギタリスト、ジョニー・バーギンの日本でのアルバム・レコーディングに参加。このレコーディングは翌2020年、デルマーク・レコードより『No Border Blues』としてリリースされた。日本盤はPヴァインより『ブルースに国境はない』の邦題でリリースとなっている。
2020年、ピーター・バラカンに招かれ、富山市内で開催された「大人の音楽談義」にピンポンDJの相方として登場。バンドでの演奏も行う。
2021年、Pヴァインより新曲3曲を加えたベスト・アルバム『Onward And Upward』リリース。2023年には、The Blues Templeとは別プロジェクトとして立ち上げたバンドThe Nacometersで新作アルバム『ザ・ナコミーターズ』をリリースした。よりアメリカン・ルーツ指向を強く出したサウンドを展開した。
2024年12月を以て、11年間活動を続けてきたNacomi & The Blues Templeを解散すると発表した。理由はギタリストのピエール落合の体力的な問題としている。

## ディスコグラフィー
- 2007年 『Grabbed My Heart』(BSMF)
- 2010年 『金魚のSwampie』(BSMF)
- 2015年 『Nacomi Sings Little Walter』(Swampie)
- 2018年 『Bluesy Pop』(Bass & Songs)[11]
- 2023年 『The Nacometers』(P-Vine) [9]

### 編集盤
- 2021年 『Onward & Upward』(P-Vine) [2]